# Марціал Овернський
Марціа́л Ове́рнський, Марціал Паризький (фр. Martial d'Auvergne;, фр. Martial de Paris, dit d'Auvergne, бл. 1430—13 травня 1508) — французький поет.

## Біографія
Марціал народився в Парижі в родині, що походила з Оверні. Був нотаріусом в Шатле, а потім протягом 15 років прокурором в парламенті.

## Твори
- Les devotes louanges de Nostre Dame
- Les Vigiles de la mort du roi Charles VII («Вігілії на смерть Карла VII», після 1472) — римована хроніка війни з Англією
- Arrêts d'amour («Суди Кохання»)
- La danse macabre des femmes («Жіночий танець смерті»)

Марціалу також приписували поему l'Amant rendu cordelier à l'Observance d'amour.